# Abdullah Prešljo
Abdullah-efendija (event. Abdulah) Prešljo (1865 Sarajevo, osmanská říše – 15. července 1921 Sarajevo, Království Srbů, Chorvatů a Slovinců) byl bosenskohercegovský islámský pedagog bosňáckého původu.

## Životopis
V rodném městě získal základní vzdělání, nato pokračoval ve studiu v Istanbulu. Po dokončení studií působil jako právník v osmanské metropoli. Po mladoturecké revoluci (1908) se vrátil do vlasti. Mezi lety 1912 a 1921 byl profesorem šarí‘atského práva v Šarí‘atské soudní škole (1. října 1912–15. července 1921).